# REXX
REXX или Rexx (REstructured eXtended eXecutor, произносится «рекс») — интерпретируемый язык программирования, разработанный фирмой IBM. Существуют как коммерческие, так и свободно распространяемые реализации данного языка.
Пик своего распространения REXX получил в середине 1990-х вместе с популярностью операционной системы OS/2. Это связано с тем, что интерпретатор REXX’а мог вызываться как из командного процессора, который в результате мог исполнять скрипты, состоящие из операторов командной строки (аналогично bash в GNU), так и из любого приложения.
Широкое распространение язык получил в операционной системе AmigaOS (включая последнее издание 3.2 в 2021 г.) в вариации ARexx. Язык позволяет интегрировать новые функции в приложения и осуществлять автоматизацию процессов и связь между различными программами. С учётом особенностей операционной системы AmigaOS язык получил множество сторонних расширений через динамические библиотеки, включая конструкторы графических интерфейсов, что в свою очередь привело к появлению многих популярных самостоятельных программ и пакетов расширения для различных редакторов. Программы могут вызываться из командной строки, из программ и самостоятельно - из иконок на рабочем столе.
В том случае, когда интерпретатор REXX вызывается из cmd.exe (или 4os2.exe), он исполняет командный файл. Если он вызывается из почтового редактора FleetStreet — он исполняет командный файл FleetStreet. Сам по себе REXX не привязан к конкретной части системы и может использоваться любой программой как «свой» язык, при этом каждая из использующих REXX программ может добавить к нему свои функции и операторы, которые будут доступны только при работе REXX’а в контексте этой программы. Например, электронная таблица mesa/2 добавляет в REXX команду, которая позволяет считывать и записывать содержимое ячеек таблиц и т. п.
С тех пор язык получил развитие далеко за пределами OS/2, но традиционно его свойствами остались удобный доступ к командам операционной системы, мощные операции со строками, упрощённая обработка ошибок и встроенный отладчик.
Изначально REXX не был объектно-ориентированным, хотя в настоящее время существуют и такие версии языка (например, Open Object REXX). Синтаксически язык слегка напоминает упрощённый ПЛ/1. Переменные в REXX не типизированы и не требуют декларации.
Из особенностей языка следует отметить мощный и удобный оператор PARSE для разбора строк (похожий на «=~ m/» в Perl, но более простой). Его синтаксис:
```
    parse [upper] ''исходник шаблон''

```

позволяет писать легко читаемые конструкции вроде
```
    MyVar = "Вася Иванов"
    parse var MyVar FirstName LastName
    say "Имя:" FirstName
    say "Фамилия:" LastName

```

или, к примеру, если имя написано через запятую, можно указать это в шаблоне
```
    MyVar = "Иванов, Вася"
    parse var MyVar LastName "," FirstName
    say "Имя:" FirstName
    say "Фамилия:" LastName

```

а также можно пользоваться прямой индексацией столбцов:
```
    MyVar = "(202) 123—1234"
    parse var MyVar 2 AreaCode 5 7 SubNumber
    say "Код города:" AreaCode
    say "Телефон:" SubNumber

```

выведет следующие строки на экран:
```
    Код города: 202
    Телефон: 123—1234

```

## Пример программы
Пример программы на REXX’е — калькулятор, выполняющий шесть операций (+, -, *, /, //, %), понимающий операции в скобках и произвольное количество переменных:
```
/* calc.cmd народный калькулятор (с) 1998 */
SAY 'Русский народный калькулятор v0.0'
XX = "X="; X0 = "X=X"
  SAY 'Введите выражение или Q для завершения'
DO FOREVER
  PULL v
  IF v = 'Q' THEN LEAVE 
  S = LEFT( v, 1 )
  IF( DATATYPE( S, 'A' ) )
    THEN
      DO
        IF( POS( '=', v ) = 0 )
           THEN
             DO  
               INTERPRET XX v 
               SAY 'X=' X 
             END
           ELSE   
             INTERPRET v
      END
    ELSE
      DO  
        INTERPRET X0 v
        SAY 'X=' X
      END
END
EXIT

```

Пример выполнения программы (> обозначен ввод пользователя):
```
 Русский народный калькулятор v0.0
 Введите выражение или Q для завершения
 >300+(12.5*2+5)
 X= 330.0
 >Y=X*2
 >Y+2
 X= 662.0
 >+33
 X= 695.0
 >+123
 X= 818.0
 >/10
 X= 81.8
 >//2
 X= 1.8
 >+1024
 X= 1025.8
 >%4
 X= 256

```